# Bahnstrecke Vester Sottrup–Skelde
| Streckenführung |                      |                                  |                                  |
| Streckennummer: | VerS                 |                                  |                                  |
| Streckenlänge: | 12,2 km              |                                  |                                  |
| Spurweite: | 1435 mm (Normalspur) |                                  |                                  |
| Streckengeschwindigkeit: | 45 km/h              |                                  |                                  |
| |                      |                                  |                                  |
| \| \| \| von Tinglev \| \| \| \| 0,0 \| Vester Sottrup dt. Wester Satrup \| Vester Sottrup dt. Wester Satrup \| \| \| \| nach Sønderborg \| \| \| \| 1,7 \| Stenderup \| Stenderup \| \| \| 3,1 \| Nybøl dt. Nübel \| Nybøl dt. Nübel \| \| \| 6,3 \| Skodsbøl \| Skodsbøl \| \| \| 8,2 \| Broager dt. Broacker \| Broager dt. Broacker \| \| \| 10,0 \| Dynt \| Dynt \| \| \| 12,2 \| Skelde dt. Schelde \| Skelde dt. Schelde \| |                      |                                  |                                  |
| Strecke |                      | von Tinglev                      | von Tinglev                      |
| Bahnhof | 0,0                  | Vester Sottrup dt. Wester Satrup | Vester Sottrup dt. Wester Satrup |
| Abzweig ehemals geradeaus und nach links |                      | nach Sønderborg                  | nach Sønderborg                  |
| Haltepunkt / Haltestelle (Strecke außer Betrieb) | 1,7                  | Stenderup                        | Stenderup                        |
| Bahnhof (Strecke außer Betrieb) | 3,1                  | Nybøl dt. Nübel                  | Nybøl dt. Nübel                  |
| Bahnhof (Strecke außer Betrieb) | 6,3                  | Skodsbøl                         | Skodsbøl                         |
| Bahnhof (Strecke außer Betrieb) | 8,2                  | Broager dt. Broacker             | Broager dt. Broacker             |
| Bahnhof (Strecke außer Betrieb) | 10,0                 | Dynt                             | Dynt                             |
| Kopfbahnhof Streckenende (Strecke außer Betrieb) | 12,2                 | Skelde dt. Schelde               | Skelde dt. Schelde               |

Die Bahnstrecke Vester Sottrup–Skelde (deutsch Wester Satrup–Schelde), damals Broackerbahn genannt, wurde während der Zugehörigkeit von Nordschleswig zum Deutschen Reich als Verbindung zwischen Wester-Satrup und Schelde gebaut.

## Geschichte

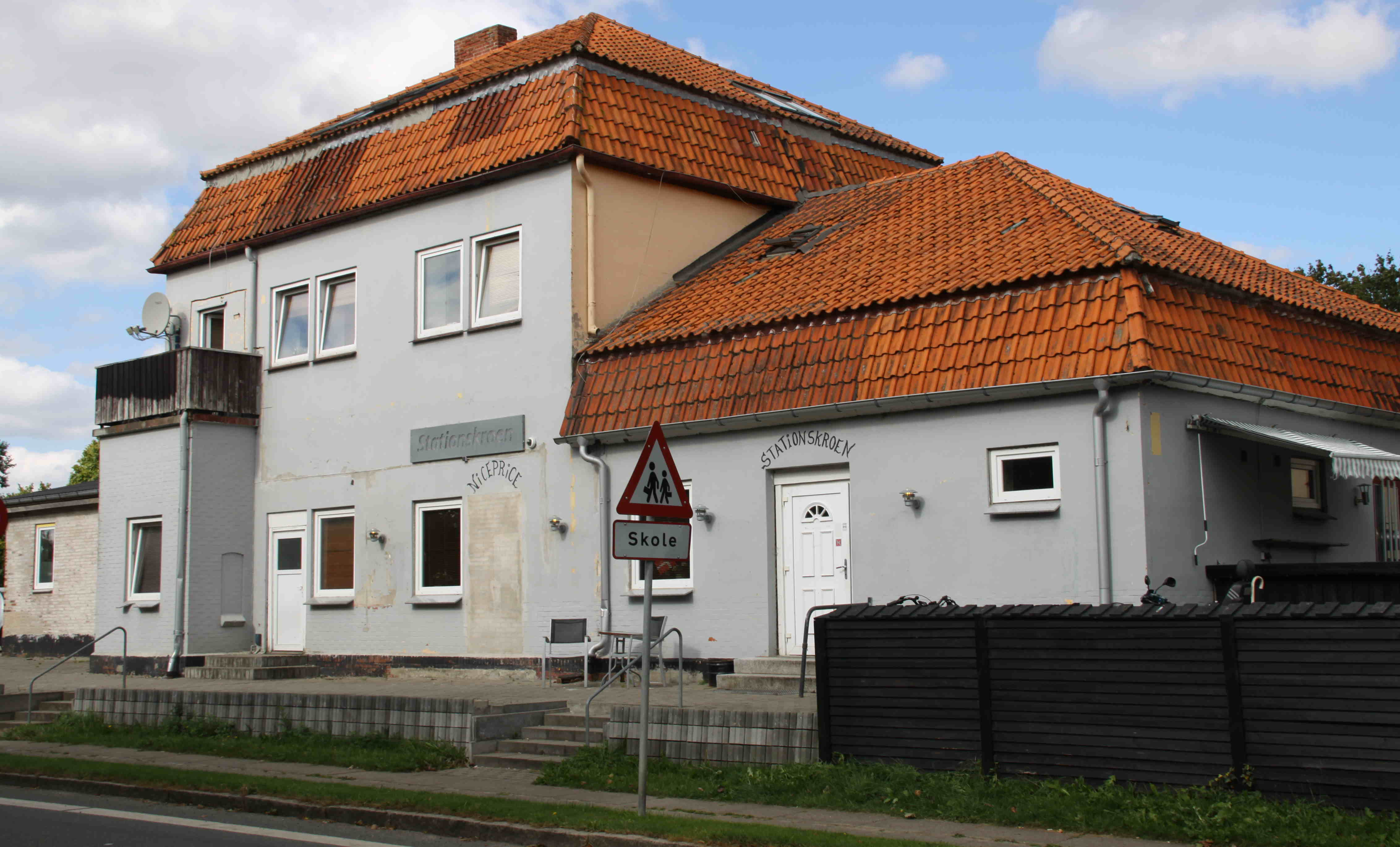
„Stationskroen“ im ehemaligen Bahnhof Broager (2016)

Der Baubeschluss für die Strecke erfolgte am 29. Mai 1907, am 15. August 1910 wurde sie von der Preußischen Staatsbahn in Betrieb genommen.
Die Nebenbahn wurde am 17. Juni 1920 von den Danske Statsbaner (DSB) übernommen. Sie verlor durch die nach der Volksabstimmung in Schleswig neu gezogenen Grenze rasch an Bedeutung und wurde am 1. Juli 1932 wieder eingestellt.
In den Anfangsjahren der DSB-Zeit wurde die Bahn meistens von DSB-Lokomotiven der Serie F (III), gebaut von der Schweizerischen Lokomotiv- und Maschinenfabrik in Winterthur 1917 und zwischen 1918 und 1919 an die DSB geliefert, befahren.